# Imre Lakatos
Imre Lipsitz, noto anche con lo pseudonimo di Imre Lakatos (Debrecen, 9 novembre 1922 – Londra, 2 febbraio 1974), è stato un filosofo della scienza e della matematica di origine ebrea ungherese.

## Biografia
Lakatos studiò in Ungheria, avvicinandosi alle idee hegeliano-marxiste e ispirandosi in particolare a György Lukács; in seguito studiò psicologia e l'euristica della matematica di György Pólya. Nel 1944, avendo cambiato il suo nome in Imre Molnàr, fu a capo di una cellula clandestina comunista in gran parte composta da ebrei che combatté l'occupazione nazista dell'Ungheria. Fu poi alto funzionario del ministero dell'educazione del primo regime comunista in Ungheria e in nome dell'ortodossia marxista dispose le epurazioni tra gli accademici, ma cadde in disgrazia e fu arrestato nel 1950 con l'accusa di revisionismo e internato in un campo di lavoro a Racsk. Liberato nel 1953, dopo aver appoggiato la rivoluzione del 1956, si trasferì dapprima in Austria e in seguito definitivamente a Londra. Qui abbandonò il marxismo, fu allievo di Karl Popper e divenne suo successore alla London School of Economics.

## I programmi di ricerca
Il contributo di Lakatos alla filosofia della scienza fu un tentativo di risolvere il conflitto che percepiva tra il falsificazionismo di Popper e la teoria dei paradigmi scientifici di Kuhn. La teoria di Popper implica che gli scienziati debbano abbandonare una teoria non appena venga riscontrata una prova che la falsifichi, sostituendola immediatamente con nuove ipotesi più 'audaci ed efficaci'. Secondo Kuhn, invece, la scienza consiste di periodi di normalità, durante i quali gli scienziati continuano a sostenere le proprie teorie pur rilevando delle anomalie, intervallati da periodi di grande cambiamento concettuale.
Lakatos cercò una metodologia che armonizzasse questi punti di vista apparentemente contraddittori, che fornisse una spiegazione razionale del progresso scientifico e fosse coerente con i dati storici.
Per Lakatos, quelle che siamo soliti considerare 'teorie' sono in realtà gruppi di teorie leggermente differenti tra loro, le quali condividono alcuni principi, definibili 'nucleo'. Lakatos definisce 'programmi di ricerca' tali gruppi. Gli scienziati coinvolti nel programma difendono il nucleo teoretico dai tentativi di falsificazione cingendolo di una serie di ipotesi ausiliarie. Mentre Popper generalmente screditava simili misure dichiarandole 'ad hoc', Lakatos intendeva mostrare che lo sviluppo e la messa a punto di ipotesi protettive non è necessariamente un male, per un programma di ricerca. Invece che tra teorie vere e false, Lakatos preferisce distinguere tra programmi di ricerca progressivi e degenerativi. I programmi di ricerca progressivi crescono e sono caratterizzati dalla scoperta di nuovi fatti. I programmi degenerativi sono caratterizzati dalla mancanza di crescita o dal moltiplicarsi di ipotesi protettive che non conducono a fatti nuovi.
Lakatos riprende l'idea di Quine e di Feyerabend che sia sempre possibile proteggere una convinzione radicata dalle prove che la confutano dirottando la critica verso altre credenze (convinzioni accettate per vere che confutano la nostra, ma che potrebbero essere a loro volta falsificate) (vedi Tesi di Quine-Duhem). Questa difficoltà del falsificazionismo viene riconosciuta da Popper.

### Critica alfalsificazionismopopperiano e al fideismo di Kuhn
Secondo il falsificazionismo (la teoria di Popper), gli scienziati avanzano delle teorie cui la natura 'risponde NO' sotto forma di osservazioni non conformi ad esse. Secondo Popper è irrazionale che gli scienziati sostengano una teoria a dispetto delle obiezioni della natura; nella descrizione di Kuhn, tuttavia, gli scienziati si comportano proprio in questo modo.
Per Lakatos, invece, "non si tratta di proporre delle teorie cui la Natura può rispondere NO; piuttosto, noi proponiamo un insieme di teorie e la Natura può rispondere INCOERENTE". Questa incoerenza può essere risolta senza abbandonare il programma di ricerca e senza intervenire sul nucleo della teoria, modificando le ipotesi ausiliarie.
Uno degli esempi forniti è dato dalle tre leggi della dinamica di Newton, che definiscono quantità come la forza. Esse rappresentano il nucleo del sistema (programma di ricerca) newtoniano e non sono aperte alla falsificazione. Il sistema costituisce una struttura all'interno della quale la ricerca può essere condotta con riferimento costante a dei principi fondamentali condivisi che non è necessario difendere continuamente. Sotto questo aspetto è molto simile a un paradigma, nell'accezione adottata da Kuhn.
Lakatos ritiene inoltre che i programmi di ricerca contengano 'regole metodologiche' che indicano i percorsi di ricerca da evitare (le definisce 'euristica negativa') e altre che indicano i percorsi da seguire ('euristica positiva').
Lakatos afferma che non tutte le modifiche delle ipotesi ausiliarie (definite 'spostamenti del problema') siano ugualmente accettabili. Ritiene che gli 'spostamenti del problema' possano essere valutati in base alla loro capacità di produrre fatti nuovi. Se sono in grado di produrne, per Lakatos possono essere dichiarati progressivi; altrimenti sono semplicemente modifiche 'ad hoc' che non conducono alla previsione di fatti nuovi e che vanno etichettate come degenerative.
Lakatos ritiene che, quando un programma è progressivo e razionale, gli scienziati possono adeguarlo alle anomalie riscontrate modificando le ipotesi ausiliarie. 
Quando invece un programma è degenerativo, può essere 'falsificato' e superato da un programma di ricerca migliore (più progressivo). È ciò che secondo Lakatos accade nei periodi storici descritti da Kuhn come rivoluzioni, e che consente di parlare di passaggi razionali piuttosto che di scelte meramente fideistiche (quali Kuhn le riteneva, secondo Lakatos).

## Critiche

### Feyerabend
Paul Feyerabend sosteneva che la metodologia di Lakatos non fosse affatto una metodologia, ma solo "parole che suonano come gli elementi di una metodologia". Egli sosteneva che la metodologia di Lakatos non fosse diversa in pratica dall'anarchismo epistemologico, la posizione di Feyerabend stesso. Egli scrisse in Science in a Free Society (dopo la morte di Lakatos) che:

Lakatos si rese conto e ammise che gli standard di razionalità esistenti, compresi quelli della logica, erano troppo restrittivi e avrebbero ostacolato la scienza se fossero stati applicati con determinazione. Consentì quindi allo scienziato di violarli (ammette che la scienza non è "razionale" nel senso di questi standard). Tuttavia, esigeva che i programmi di ricerca mostrassero certe caratteristiche nel lungo periodo: dovevano essere progressivi... Ho sostenuto che questa richiesta non limita più la pratica scientifica. Qualsiasi sviluppo è d'accordo con essa.

Lakatos e Feyerabend progettavano di produrre un'opera comune in cui Lakatos avrebbe sviluppato una descrizione razionalista della scienza e Feyerabend l'avrebbe attaccata. La corrispondenza tra Lakatos e Feyerabend, in cui i due discutono del progetto, è stata riprodotta, con un commento, da Matteo Motterlini.. Del saggio è stata poi pubblicata una versione inglese.

## Opere in traduzione italiana
- Imre Lakatos, Scritti filosofici, Il Saggiatore, 1985,
- Imre Lakatos, Giulio Giorello, Dimostrazioni e confutazioni. La logica della scoperta matematica, Feltrinelli, 1979, ISBN 88-07-65019-3
- Imre Lakatos, A. Musgrave, Critica e crescita della conoscenza, Feltrinelli, 1993, ISBN 88-07-10030-4
- Imre Lakatos, Paul K. Feyerabend, Sull'orlo della scienza: pro e contro il metodo, Raffaello Cortina, 1995, ISBN 88-7078-353-7
- Imre Lakatos, La metodologia dei programmi di ricerca scientifici, Il Saggiatore, 2001, ISBN 88-428-0922-5